# بلاست برنج
بلاست برنج (نام علمی: Magnaporthe grisea) نام یک گونه از subdivision قارچ‌های فنجانی است.